# Méribel

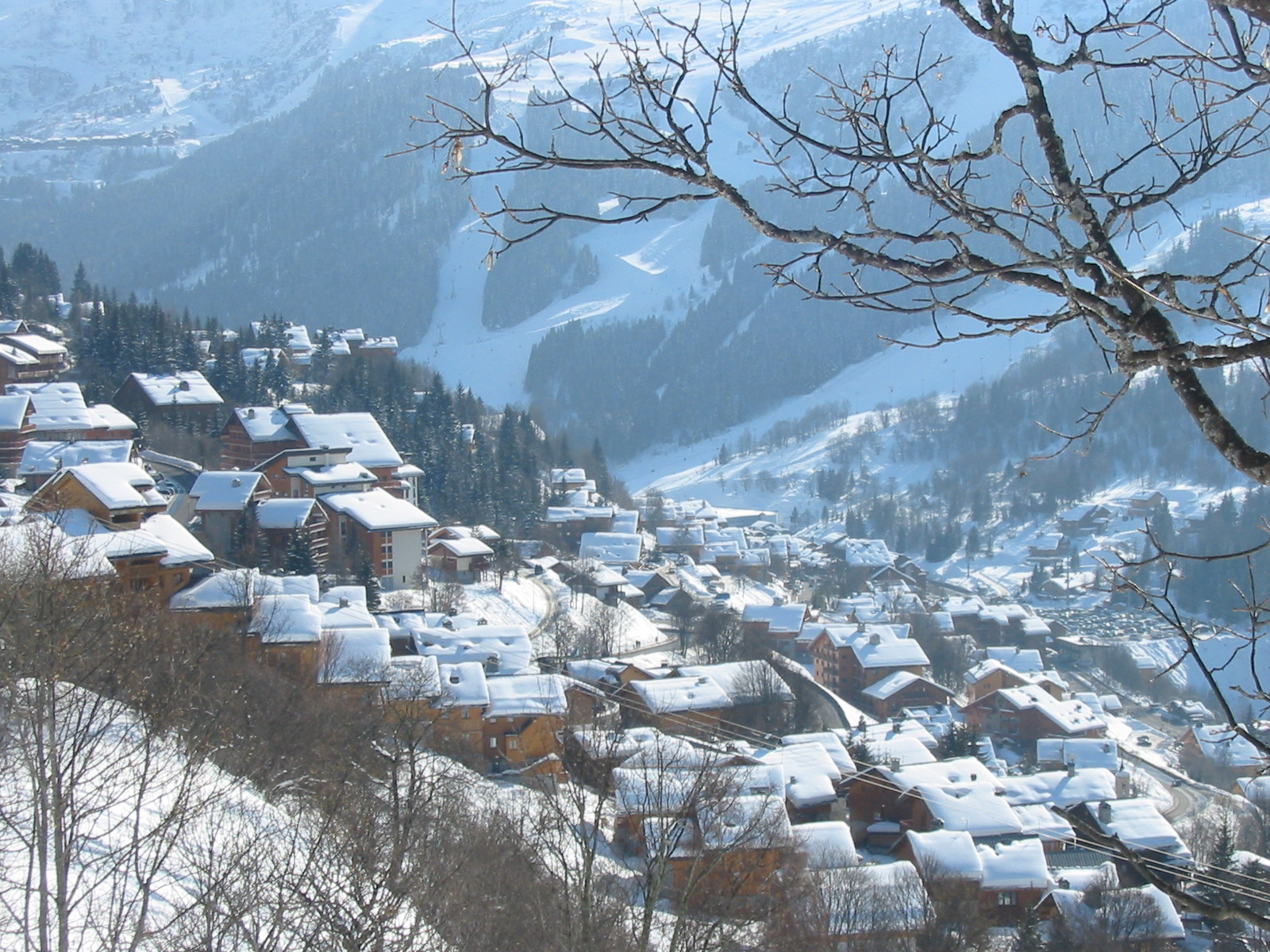
Méribel

Méribel – obszar turystyczny w południowo-wschodniej Francji, w regionie Rodan-Alpy, w departamencie Sabaudia, ok. 500 km na południowy wschód od Paryża, leżący na obszarze Parku Narodowego Vanoise. Méribel jest na świecie słynne ze swoich obiektów i tras narciarskich.
Obszar Méribel składa się z trzech wsi: Méribel Les Allues, Méribel-Mottaret i Méribel Village, które położone są na wysokości od 1400 do 1700 m n.p.m. Méribel Les Allues powstało w roku 1938, pozostałe dwie wsie – w okresie późniejszym. Méribel Village usytuowana jest przy drodze do innego alpejskiego kurortu, Courchevel.
Tereny narciarskie Méribel należą do największego na świecie ośrodka narciarskiego Trzy Doliny.